# Dibenzoxazepin
Dibenzoxazepin (CR) ist ein Tränengas, das 1962 erstmals hergestellt wurde. Es wurde zu Beginn der sechziger Jahre vom Schweizer Pharmakonzern Geigy entwickelt und 1973 von der britischen Regierung als Polizeiwaffe eingeführt. Verwendung findet es nur bei der britischen Polizei oder einzelnen militärischen Spezialeinheiten. Der systematische chemische Name der Substanz lautet Dibenzo[b,f][1,4]oxazepin. Teilweise wird es auch als CR-Gas bezeichnet.
CR ist auf der gemeinsamen Militärgüterliste im Rahmen des Verhaltenskodex der Europäischen Union für Waffenausfuhren enthalten.

## Wirkung und Sicherheitshinweise
CR ist eine chemische Waffe und greift sowohl die Augen (Augenkampfstoff), als auch Haut und Schleimhäute an. Bei direktem Kontakt mit dem Auge kann längeranhaltende Blindheit auftreten. Erhöhter Blutdruck und hysterische Anfälle als Folge einer Kontamination sind möglich. Die Beschwerden halten für gewöhnlich länger an. In hoher Konzentration (z. B. in geschlossenen Räumen) wirkt es tödlich.
Die Dämpfe oder auch Aerosole der Substanz rufen ein Brennen der Augen, Schleimhäute und Zunge, starken Tränen-, Speichel- und Nasenausfluss und Husten bis zu Erstickungsanfällen hervor. Betroffene Augen und Schleimhäute können mit einer 4%igen Natriumhydrogencarbonatlösung gespült werden. Bei Kontakt mit Wasser oder auf feuchter Haut können Rötungen und starke Schmerzen auftreten, weshalb duschen oder baden in den ersten sechs Stunden nach Kontamination mit dem Reizstoff vermieden werden sollte. Ein Abklingen der Symptome erfolgt in der Regel nach 30 Minuten. Bei Mäusen wurden karzinogene Effekte nachgewiesen, wobei sich nach mehrwöchiger Aufnahme über die Atemwege Lungen- und Lebertumoren ausbildeten.